# Woodchurch
Woodchurch es una parroquia civil y un pueblo del distrito de Ashford, en el condado de Kent (Inglaterra).

## Geografía
Según la Oficina Nacional de Estadística británica, Woodchurch tiene una superficie de 27,95 km².

## Demografía
Según el censo de 2001, Woodchurch tenía 1824 habitantes (48,25% varones, 51,75% mujeres) y una densidad de población de 65,26 hab/km². El 17% eran menores de 16 años, el 71,88% tenían entre 16 y 74 y el 11,13% eran mayores de 74. La media de edad era de 44,82 años. Del total de habitantes con 16 o más años, el 21,8% estaban solteros, el 61,69% casados y el 16,51% divorciados o viudos.
El 96% de los habitantes eran originarios del Reino Unido. El resto de países europeos englobaban al 1,37% de la población, mientras que el 2,63% había nacido en cualquier otro lugar. Según su grupo étnico, el 99,84% eran blancos y el 0,16% mestizos. El cristianismo era profesado por el 79,86%, el budismo por el 0,22% y cualquier otra religión, salvo el hinduismo, el judaísmo, el islam y el sijismo, por el 0,55%. El 11,86% no eran religiosos y el 7,52% no marcaron ninguna opción en el censo.
774 habitantes eran económicamente activos, 759 de ellos (98,06%) empleados y 15 (1,94%) desempleados.Había 774 hogares con residentes, 27 vacíos y 7 eran alojamientos vacacionales o segundas residencias.